# Ірландець (фільм)
«Ірландець» (англ. The Guard) — ірландська чорна комедія написана і знята Джоном Майклом МакДонагом. Це найуспішніший ірландський незалежний фільм усіх часів.
В Україні фільм було презентовано на Одеському міжнародному кінофестивалі в липні 2011 року. Згодом він пішов у прокат одиничними показами у Києві, Львові, Одесі, Харкові, Тернополі, Донецьку та Дніпропетровську.

## Сюжет
Сержант Джеррі Бойл - офіцер Національної поліції (Garda Síochána) в районі Коннемара на заході Ірландії. Він грубий і конфліктний, регулярно вживає наркотики та алкоголь навіть під час служби. Він також має м'якшу сторону, проявляючи турботу про свою хвору матір, Ейлін.
Бойл і його новий підлеглий, Ейден Макбрайд, розслідують вбивство, докази якого вказують на окультного серійного вбивцю. Невдовзі після цього Бойл відвідує брифінг агента американського ФБР Венделла Еверетта, якого відправили налагоджувати зв'язок з Гардою у полюванні на чотирьох ірландських наркоторговців на чолі з Френсісом Шихі-Скеффінгтоном, який, як вважають, очікує на велику морську партію кокаїну з Ямайки. Бойл впізнає одного з чоловіків у презентації Еверетта, як жертву вбивства, яке вони з Макбрайдом розслідували. Макбрайд зупиняє машину, якою керували Шіхі та його лейтенанти Клайв Корнелл і Ліам О'Лірі, і його застрелили. Дружина Макбрайда, Ґабріела, повідомляє про зникнення Макбрайда Бойлу, який обіцяє розібратися.
Еверетт пропонує йому та неординарному Бойлу об'єднати зусилля, щоб вистежити Шіхі та його людей. Еверетт робить обхід, стикаючись з ірландськомовними мешканцями, які вдають, що не розуміють англійської, аби не мати справи з чужинцем. Бойл вступає в сексуальний контакт з парою секс-працівниць в одному з готелів міста. Повертаючись з готелю, Бойл помічає машину Гарди МакБрайда на "гарячій точці" узбережжя, але не вірить, що МакБрайд наклав на себе руки. Дружина Макбрайда, Габріела, іммігрантка з Хорватії, заявляє про його зникнення і розповідає Бойлу, що Макбрайд - гей і що вона вийшла за нього заміж, щоб отримати ірландську візу, а також для того, щоб Макбрайд "виглядав респектабельно".
Зустрівши Еверетта в місцевому пабі, Бойл помічає камеру відеоспостереження і згадує, що перший підозрюваний у справі про вбивство стверджував, що часто відвідував цей заклад під час вбивства. Переглянувши записи з моменту вбивства, вони бачать, що алібі підозрюваного підтверджується - і Еверетт також помічає Шихі та Корнелла в пабі. Корнелл дає хабар інспекторам поліції, щоб ті відсторонилися від справи, але Шихі вважає, що Бойла так просто не переконати, і зустрічається з Бойлом, щоб спробувати шантажувати його, а потім запропонувати хабар, на який отримує відмову. За підказкою хлопчика на ім'я Юджин, Бойл знаходить схованку зі зброєю, заховану в болоті Тимчасовою Ірландською республіканською армією (ІРА), і каже, що організує її повернення. (Пізніше з'ясовується, що Бойл зберігав у себе кілька одиниць зброї.) Невдовзі після того, як здійснилося її останнє бажання - послухати живу музику в пабі, мати Бойла накладає на себе руки, передозувавшись пігулками.
Знову зустрівшись у барі, Еверетт розповідає Бойлу, що джерела в поліції вказують на те, що партія Шихі прибуде до графства Корк, і що він їде розслідувати цю справу. Повернувшись додому, Бойл стикається у вітальні з О'Лірі. Бойл дістає деррінгер (зі схованки ІРА) і вбиває О'Лірі, після чого телефонує Еверетту, щоб повідомити йому, що зачіпка з Корком - це приманка, влаштована корумпованими офіцерами. Бойл їде до місцевого доку, де пришвартоване судно Шіхі, а люди Шіхі розвантажують кокаїн. Прибуває Еверетт, Бойл дає йому автоматичну гвинтівку і переконує прикривати вогнем, коли він піде заарештовувати Шіхі і Корнелла. Бойл вбиває Корнелла перед тим, як стрибнути на човен, щоб розправитися з Шихі. Постріл Еверетта підпалює човен. Бойл стріляє в Шихі і залишає його помирати в головній каюті, коли човен вибухає.
Наступного дня Еверетт дивиться на воду, де затонув човен, вважаючи Бойла мертвим. Юджин, який стояв поруч, згадує, що Бойл був хорошим плавцем, посівши четверте місце на літніх Олімпійських іграх 1988 року, але Еверетт відкинув це твердження. Молодий фотограф зауважує, що було б досить легко перевірити, чи це правда. Еверетт згадує репліку Бойла про те, що прихильники Шіхі не забудуть дій Бойла і що Бойл мав би зникнути, якби продовжував жити, і посміхається.

## Рецензії
Режисер про фільм:
| Ліві лапки | «Ірландець» — це вестерн. Історія відбувається на Дикому Заході (у цьому випадку на заході Ірландії), де охоронцем закону в ізольованому прикордонному містечку служить доволі ексцентричний індивід зі смертельно хворою матір'ю, який полюбляє повій і має абсурдне почуття гумору. | Праві лапки |

## Нагороди
- Найкращий дебют Берлінського кінофестивалю, 2011 р.
- Приз глядацьких симпатій кінофестивалю в Сараєві, 2011 р.
- Номінація на Гран-прі кінофестивалю в Санденсі, 2011 р.